# كلالة سفلي
كلالة سفلي (بالفارسية: کلاله سفلی) هي مستوطنة تقع في إيران في Minjavan-e Gharbi Rural District. يقدر عدد سكانها بـ 201 نسمة .